# Paradoxul frunzei de ceai

Linia albastră reprezintă curgerea secundară care împinge frunzele de ceai spre centrul fundului ceștii.

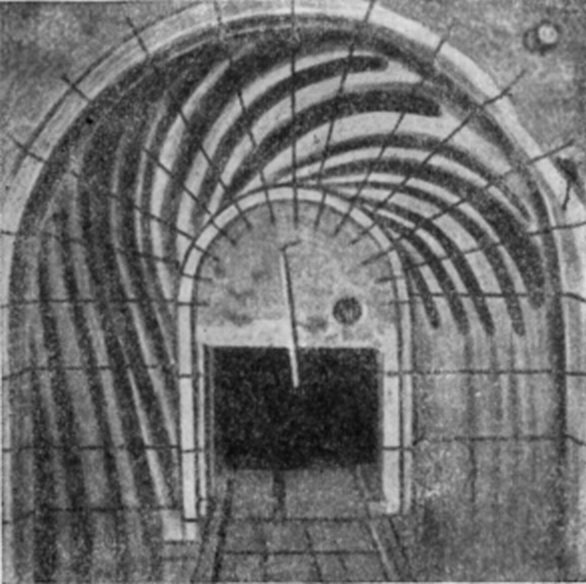
Vizualizarea curgerii secundare în modelul unui cot de râu (A. Ya. Milovich, 1913, curgerea de la dreapta la stânga). Liniile de curent de lângă fund sunt marcate cu colorant injectat cu o pipetă.

În domeniul dinamicii fluidelor, paradoxul frunzei de ceai este un fenomen în care frunzele de ceai dintr-o ceașcă migrează spre centrul și fundul ceștii după ce sunt amestecate, în loc să fie împinse spre marginile ceștii, așa cum ne-am aștepta într-o centrifugă spiralată.
Explicația fizică corectă a paradoxului a fost oferită pentru prima dată de James Thomson în 1857. El a corelat corect apariția curgerii secundare (atât în atmosfera Pământului, cât și în ceașca de ceai) cu „frecarea la baza ceștii″. Formarea curgerilor secundare într-un canal inelar a fost tratată teoretic de Joseph Valentin Boussinesq încă din 1868. Migrația particulelor de lângă fund în curgerile cu coturi de râu a fost investigată experimental de A. Ya. Milovich în 1913. Soluția a fost propusă pentru prima dată de Albert Einstein într-un articol din 1926, în care a explicat eroziunea malurilor râurilor și a respins legea lui Baer.

## Explicație
Amestecarea pune apa din ceașcă în mișcare de rotație, generând o forță centrifugă spre exterior. Totuși, aproape de fund, frecarea încetinește mișcarea apei. Astfel, forța centrifugă este mai mică aproape de fund decât în partea de sus, ceea ce duce la o curgere circulară secundară (elicoidală) care se deplasează spre exterior în partea superioară, coboară de-a lungul marginii exterioare și apoi se îndreaptă spre interior de-a lungul fundului, aducând frunzele spre centru.

## Aplicații
Acest fenomen a fost utilizat pentru a dezvolta o nouă tehnică de separare a globulelor roșii din plasma sanguină, pentru a studia sistemele de presiune atmosferică și în procesul de producere a berii, pentru a separa trubul coagulat în vârtej.